# Olivier Werner
Olivier Werner (* 16. April 1985 in Malmedy) ist ein ehemaliger belgischer Fußballspieler. 

## Karriere
2003 begann er bei Standard Lüttich seine Profikarriere, zuvor hatte er bereits in der Jugend dort gespielt. In seiner ersten Saison absolvierte allerdings kein einziges Ligaspiel für Lüttich. Im Jahre 2004 wurde er dann zum Ligakonkurrenten RAEC Mons ausgeliehen, aber auch dort kam er nie zum Einsatz. Nach einem Jahr ins Mons wurde er erneut ausgeliehen, diesmal an den damaligen Zweitligisten Excelsior Virton. Dort absolvierte er 33 Ligaeinsätze. 2006 folgte die nächste Ausleihe an den Erstligisten KV Mechelen, dort absolvierte er zehn Spiele. 2007 entschloss sich Standard Lüttich ihn zu verkaufen an den FC Brüssel. Dort blieb er drei Jahre und absolvierte 71 Ligaspiele, davon elf in der ersten Division. Zur Saison 2010/2011 wechselte er dann zum Erstligaaufsteiger KAS Eupen. Dort absolvierte er in der regulären Saison 16 Einsätze.
Nach dem Abstieg von KAS Eupen in die zweite belgische Liga wechselte er zu RAEC Mons, die im gleichen Jahr in die oberste Spielklasse aufgestiegen sind. Drei Jahre später wurde sein Wechsel zu Cercle Brügge bekannt gegeben. Nur eine Saison später schloss er sich dem französischen Klub FC Sochaux an und spielte dort zwei Jahre. Von Juli bis Dezember 2017 war er vereinslos und schoss sich dann kurz vor Jahresende Erstligist Royal Excel Mouscron an. Zwei Jahre später folgte dann der Wechsel zum Drittligisten RFC Seraing. Zur Saison 2020/21 stieg er zwar mit Seraing in die Division 1B auf, doch der Spieler beendete anschließend seine aktive Karriere und wurde Torwarttrainer des Vereins.